# L'amore fugge
L'amore fugge (L'amour en fuite) è un film del 1979 diretto da François Truffaut.
Si tratta del film che chiude la serie che ha per protagonista Antoine Doinel.
Le riprese furono effettuate a Parigi dal 9 maggio al 5 luglio 1978.

## Trama

François Truffaut e Claude Jade alla première del film (1979)

Il film si collega al precedente capitolo in cui il matrimonio tra Antoine Doinel e Christine era sopravvissuto all'infedeltà di Antoine. Dopo sette anni, Antoine e Christine divorziano pur rimanendo buoni amici. Antoine, che ha una relazione con Liliane, amica di Christine, ha pubblicato un'autobiografia che parla dei suoi amori e trova lavoro come correttore di bozze; inizia anche un'allegra, anche se tumultuosa relazione, con Sabine, commessa in un negozio di dischi. Incontra anche Colette, una sua ex-fidanzata apparsa anche in un altro capitolo della storia: Antoine e Colette. La vede in stazione e non riesce a fare a meno di salire sul suo treno per parlare dei tempi passati. Essendo salito senza biglietto e avendo avuto un diverbio con lei, organizza una rocambolesca fuga dal convoglio. Colette scoprirà poi di essere innamorata del fratello di Sabine, proprietario di una libreria. Avrà poi un incontro amichevole con Christine, dove discuteranno del carattere tormentato di Antoine.

## Riconoscimenti
- Premi César 1980:
  - miglior musica

## Collegamenti con altre pellicole
- Il film contiene numerose scene o frammenti tratti dai quattro precedenti capitoli del ciclo Doinel (I quattrocento colpi, Antoine e Colette, Baci rubati, Non drammatizziamo... è solo questione di corna).
- Il film a cui assistono Sabine e Xavier Barnerias in una delle ultime scene, e della cui trama Sabine dice di non capire nulla, è invece Mica scema la ragazza!.

## Anti-eroe
Lo stesso regista chiarisce il suo intento al fine di allontanare, è stato scritto, «lo spettatore da qualsivoglia tentazione di considerare Doinel come un fenomeno sociale, l'immagine evidente di un discorso dell'autore sulla crisi della società» (Barbera-Mosca, 1995). Truffaut ha detto che «ciò che lo distingue dalle persone mediocri è che non si mette mai in situazioni mediocri». È stato notato ancora che l'attenzione di Truffaut per le figure femminili emerge particolarmente in questo film, scritto insieme alla  Shiffman e alla Pisier, nella «scena in cui Colette e Sabine conversano delle loro avventure sentimentali» (Barbera-Mosca).